# Juegos de la Francofonía
Los Juegos de la Francofonía (en francés: Jeux de la Francophonie) son una combinación de eventos deportivos y artísticos en las naciones de habla francesa que se realiza cada cuatro años desde 1989, de manera similar a los Juegos de la Mancomunidad Británica. En los juegos participan atletas y artistas de los 56 naciones miembros de la Francofonía, incluyendo a Canadá, Bélgica, Guinea Ecuatorial y Suiza. El número de participantes alcanza los 3.000 atletas

## Sedes
| Edición | Año  | Sede             | País                                | Continente  | Fecha                           | Naciones      |
| ------- | ---- | ---------------- | ----------------------------------- | ----------- | ------------------------------- | ------------- |
| I       | 1989 | Casablanca-Rabat | Marruecos (1)                       | África (1)  | 8 a 22 de julio                 | 37            |
| II      | 1994 | París-Bondoufle  | Francia (1)                         | Europa (1)  | 5 a 13 de julio                 | 42            |
| III     | 1997 | Antananarivo     | Madagascar (1)                      | África (2)  | 27 de octubre a 6 de septiembre | 40            |
| IV      | 2001 | Ottawa-Gatineau  | Quebec, Canadá (1)                  | América (1) | 14 de 24 de julio               | 48            |
| V       | 2005 | Niamey           | Níger (1)                           | África (3)  | 7 a de 17 de diciembre          | 44            |
| VI      | 2009 | Beirut           | Líbano (1)                          | Asia (1)    | 27 de septiembre a 6 de octubre | 49            |
| VII     | 2013 | Niza             | Francia (2)                         | Europa (2)  | 6 a 15 de septiembre            | 56            |
| VIII    | 2017 | Abiyán           | Costa de Marfil (1)                 | África (4)  | 21 a 30 de julio                | 43            |
| IX      | 2022 | Kinshasa         | República Democrática del Congo (1) | África (5)  | 19 a 28 de agosto               | evento futuro |

## Países participantes
Participan las delegaciones de los países miembros de la Organización Internacional de la Francofonía:
- Albania
- Andorra
- Armenia
- Bélgica (gobierno federal)
  -  Comunidad francesa de Bélgica
- Benín
- Bulgaria
- Burkina Faso
- Burundi
- Chad
- Camboya
- Canadá (gobierno federal)
  -  Quebec
  -  Nuevo Brunswick
- Camerún
- Cabo Verde
- Comoras
- Costa de Marfil
- Dominica
- Egipto
- Francia
- Gabón
- Guinea
- Guinea Ecuatorial
- Grecia
- Haití
- Laos
- Líbano
- Lituania
- Luxemburgo
- Macedonia del Norte
- Madagascar
- Mali
- Marruecos
- Mauricio
- Mauritania
- Moldavia
- Mónaco
- Níger
- Rumania
- Suiza
- Vanuatu
- Vietnam
- Rep. Centroafricana
- Rep. del Congo
- Rep. Dem. del Congo
- Ruanda
- Santa Lucía
- Santo Tomé y Príncipe
- Senegal
- Seychelles
- Togo
- Túnez
- Yibuti

También participan en estos juegos, las delegaciones de los países miembros asociados de la Organización Internacional de la Francofonía:
- Catar
- Chipre
- Ghana

Todavía no han participado las delegaciones de los países que son observadores de la Francofonía:
- Argentina
- Austria
- Bosnia y Herzegovina
- Costa Rica
- Croacia
- Emiratos Árabes Unidos
- Eslovaquia
- Eslovenia
- Estonia
- Georgia
- Hungría
- India
  - Puducherry
- Italia
  -  Valle de Aosta
- Letonia
- Lituania
- México
- Montenegro
- Mozambique
- Polonia
- Rep. Checa
- República Dominicana
- Serbia
- Tailandia
- Ucrania
- Uruguay